# Reclamespot

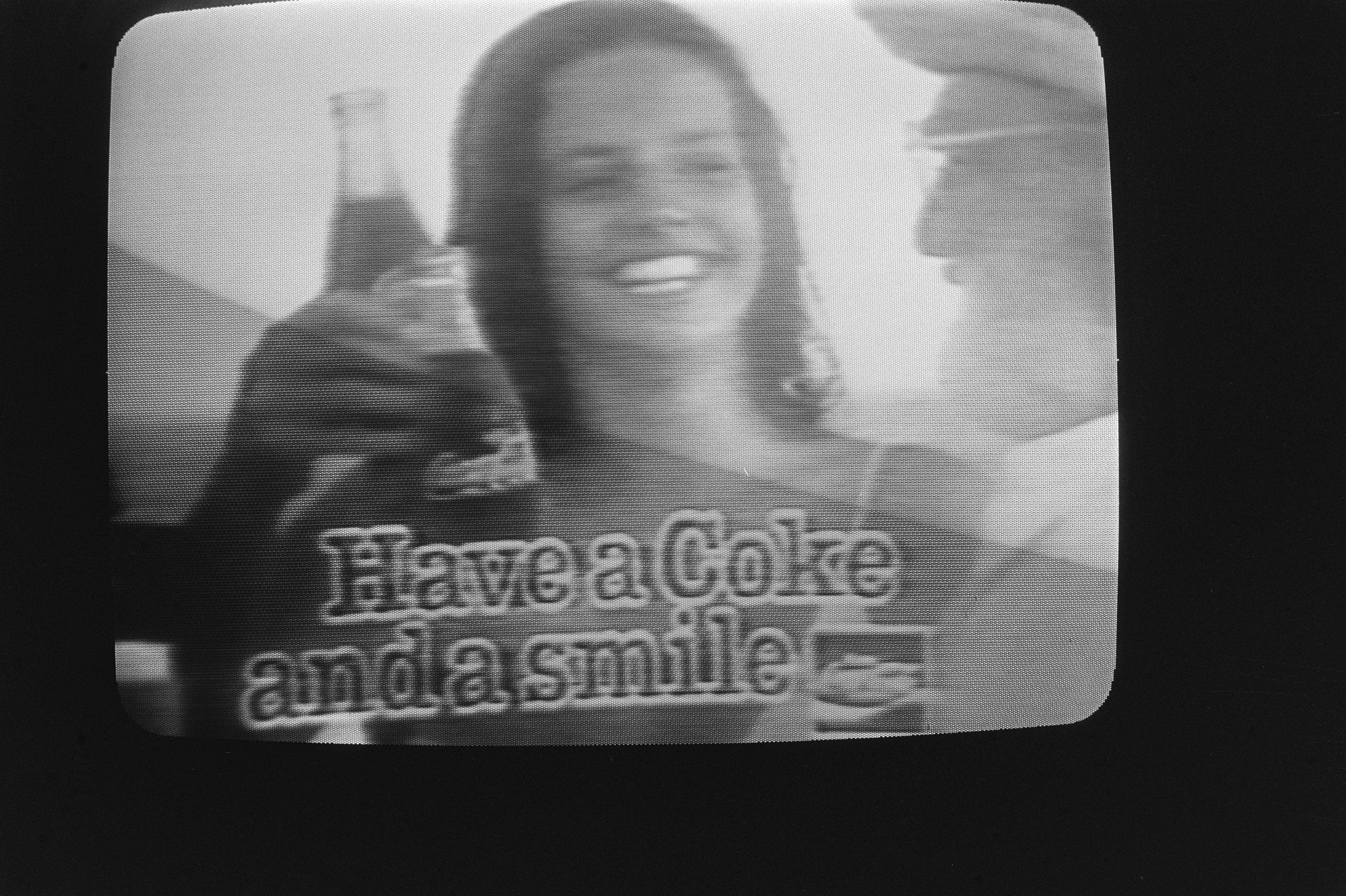
Een reclamespot in 1982

Een reclamespot, ook wel commercial genoemd, is een promotionele boodschap die wordt uitgezonden via de radio of televisie, of wordt vertoond in de bioscoop.